# Linea Karasuyama

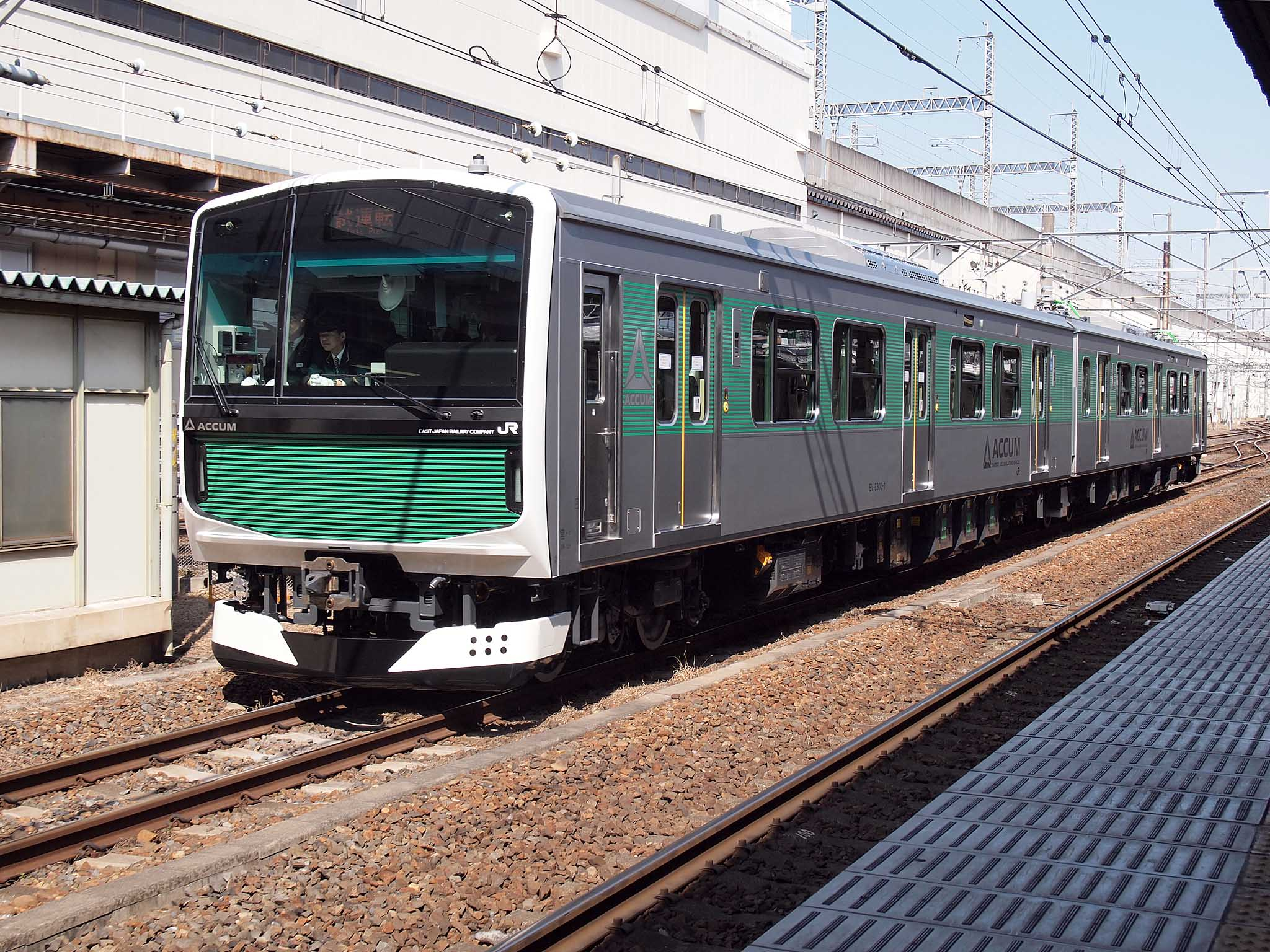
EV-E300

La Linea Karasuyama (烏山線?, Karasuyama-sen) è una linea ferroviaria giapponese a carattere locale gestita dalla JR East a scartamento ridotto che collega le stazioni di Hōshakuji a Takanezawa e di Karasuyama a Nasukarasuyama. La linea è interamente all'interno della prefettura di Tochigi.

## Servizi
La linea è percorsa da treni locali a frequenza oraria durante la maggior parte della giornata. Alcuni di essi proseguono attraverso la linea principale Tōhoku fino alla stazione di Utsunomiya.

## Percorso
| Stazione           | Giapponese | Distanza | Distanza | Collegamenti            | Posizione         |
| Stazione           | Giapponese | Interst. | Totale   | Collegamenti            | Posizione         |
| ------------------ | ---------- | -------- | -------- | ----------------------- | ----------------- |
| Hōshakuji          | 宝積寺     | -        | 0.0      | Linea principale Tōhoku | Takanezawa Shioya |
| Shimotsuke-Hanaoka | 下野花岡   | 3.9      | 3.9      |                         | Takanezawa Shioya |
| Niita              | 仁井田     | 2.0      | 5.9      |                         | Takanezawa Shioya |
| Kōnoyama           | 鴻野山     | 2.4      | 8.3      |                         | Nasukarasuyama    |
| Ōgane              | 大金       | 4.4      | 12.7     |                         | Nasukarasuyama    |
| Kobana             | 小塙       | 2.6      | 15.3     |                         | Nasukarasuyama    |
| Taki               | 滝         | 2.2      | 17.5     |                         | Nasukarasuyama    |
| Karasuyama         | 烏山       | 2.9      | 20.4     |                         | Nasukarasuyama    |

## Materiale rotabile
- KiHa serie 40 a trazione termica

A partire dalla primavera del 2014 verrà messo in servizio fra Utsunomiya e Karasuyama il nuovo treno serie EV-E301, un treno a due casse funzionante a batterie elettriche. Sviluppato a partire dal treno a batterie "Smart Denchi-kun", il nuovo treno verrà ricaricato presso un'apposita postazione alla stazione di Karasuyamam e opererà usando la batteria sulla sezione non elettrificata della linea Karasuyama. The intention is to ultimately replace all of the diesel trains used on the line with new EV-E301 series battery electric units.